# Pseudo-Juanelo

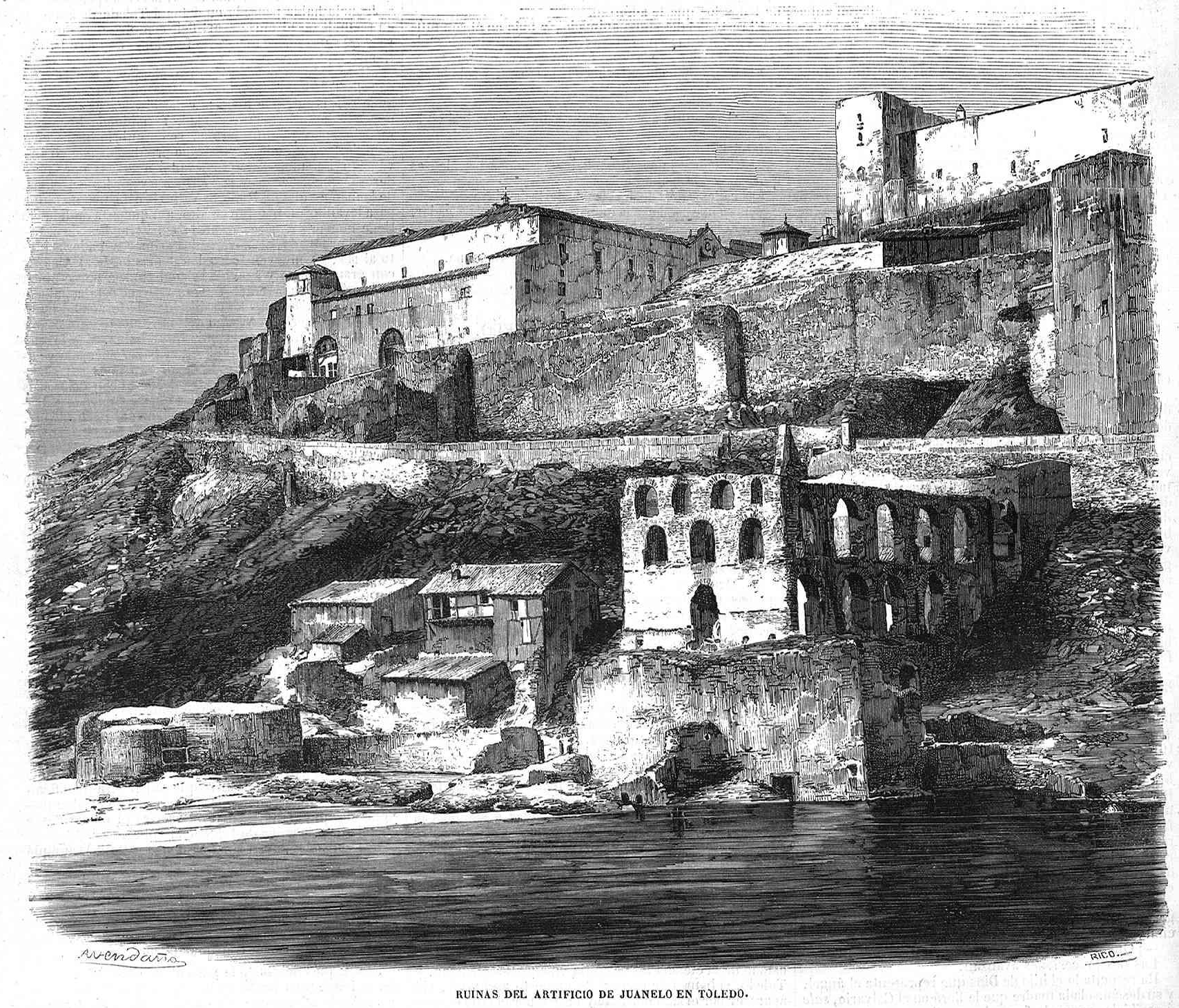
Ruïnes de l'artifici de Juanelo Turriano a Toledo segons un gravat de la revista El Museo Universal. Any 1858.

Amb el nom de Pseudo-Juanelo es designava un manuscrit que porta el títol en la portada de Los Veintiún Libros de los Ingenios y Máquinas. Aquest manuscrit tracta de diversos temes relacionats amb les màquines hidràuliques, canals, aqüeductes i altres. Considerada inicialment una obra anònima, fou atribuïda a Juanelo Turriano durant uns anys.
Modernament ha estat oficialment acceptada la hipòtesi controvertida segons la qual Pedro Juan de Lastanosa seria el seu autor.
Es tracta d'un manuscrit molt interessant, especialitzat en el tema d'aprofitament de les aigües i amb molts dibuixos.

## Antecedents

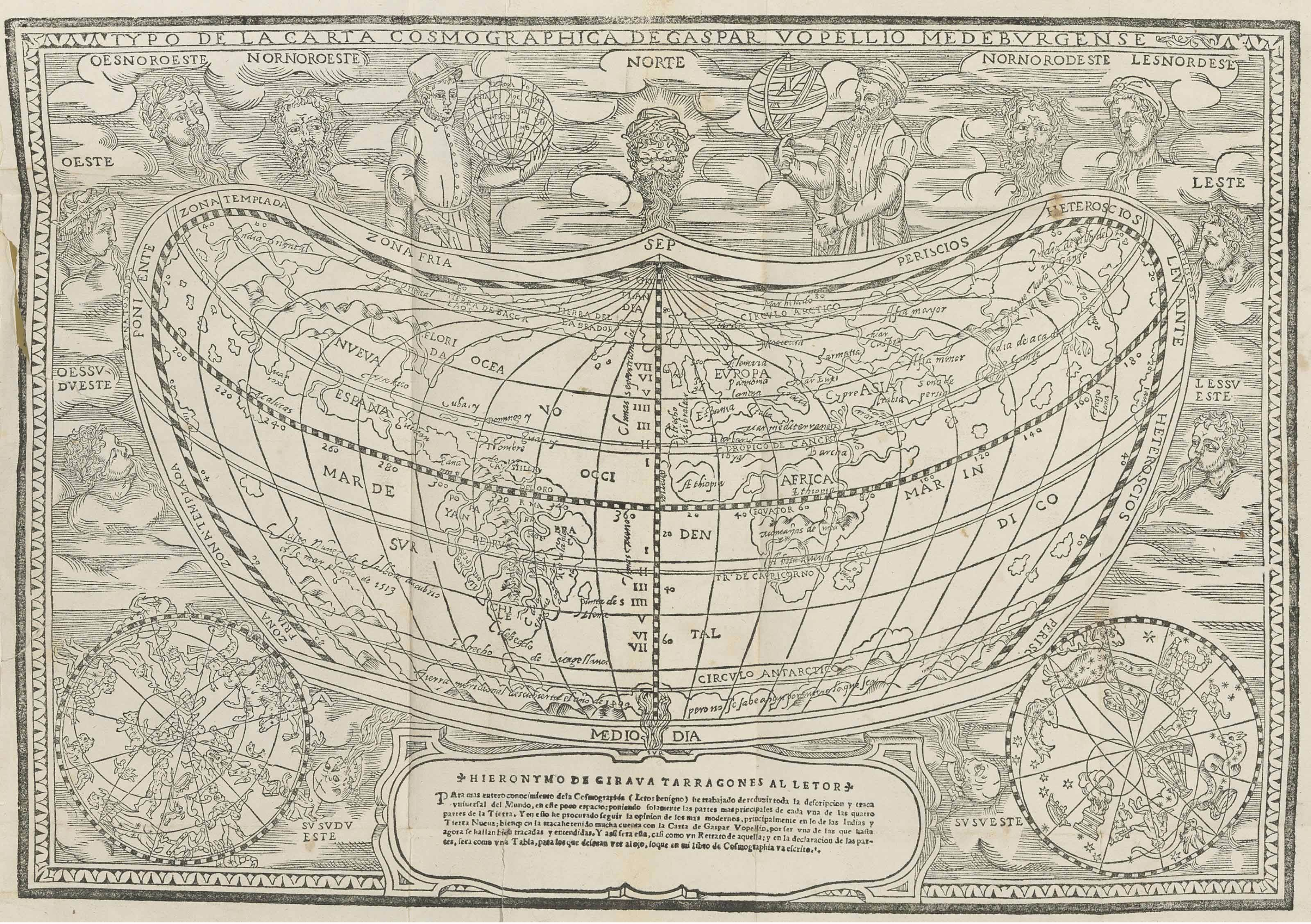
Carta cosmogràfica de Jeroni Girava, inspirada en la de Gaspar Vopellius.

### Jeroni Girava
Està documentada l'existència anterior d'un treball similar en forma manuscrita de Jeroni Girava, misteriosament desapareguda.
- El cosmògraf i enginyer tarragoní Jeroni Girava escrigué un tractat molt complet sobre molins de vent i hidràulics: Declaración del uso y fábrica de los instrumentos de agua, molinos y otras cosas.
  - Aquesta obra fou molt elogiada per Girolamo Cardano, que l'havia vist a Milan.[5][6][7]
  - L'arquitecte Juan de Herrera  en tenia un exemplar a la seva biblioteca.[8]
  - Actualment es considera perduda.

#### Altres obres de Jeroni Girava
Jeroni Girava va escriure una obra que integrava una tractat de Cosmografia i un tractat de Geografia: Dos libros de cosmographia compuestos nueuamente por Hieronymo Giraua Tarragones.
Les edicions foren les següents:
- 1552. Edició perduda.[9][10]
- 1556. Edició dedicada a Gonzalo Pérez. El segon full inclou el gravat d'un laberint amb el lema “In silentio et spe”.[11]
- 1570. Venècia.[12]

Pel que fa al manuscrit  Los dos libros de Geometria práctica  d'Oroncio Fineo, Jeroni Girava (català i no pas aragonès) fou l'autor del pròleg i (únic) responsable de la traducció. Les "correccions" i la nota final barroerament afegida al manuscrit no demostren la participació de Lastanosa en la traducció.

## Els tres manuscrits del Pseudo-Juanelo
- El primer manuscrit es conserva a Madrid relligat en 5 volums. Martín Fernández de Navarrete suposa la seva existència a la Biblioteca Real a partir d'un informe sobre l'obra esmentada del matemàtic català Benito Bails signat l'any 1777.[9]

- El segon manuscrit fou descobert a Florència per María Teresa Cacho.[13] Està catalogat com Trattato dell' acque. Còdex n. 200 del Fondo Panciatichi de la Biblioteca Nazionale Centrale di Firenze, Raccolta Palatina.

- El tercer manuscrit pertany a la Col·lecció Torner, de Barcelona, referència R.5794.

Les publicacions posteriors a la troballa del tercer manuscrit acostumen a indicar la relació entre les tres còpies. Indicant que han de ser còpies inspirades en una obra desapareguda i no pas entre les pròpies còpies.

### Resum
| Comparació   | Manuscrit 1 | Manuscrit 2 | Manuscrit 3 |
| ------------ | ----------- | ----------- | ----------- |
| Localització | Madrid      | Florència   | Barcelona   |
| Llengua      | Castellà    | Castellà    | Castellà    |
| Pàgines      | 949         | 84?         | 609         |
| Figures      | 509         | 350         | 404         |

Les dades del manuscrit de Florència semblen difícils de creure: 350 dibuixos en 84 pàgines?

## Contingut de l'obra
L'únic manuscrit que pot consultar-se fàcilment és el de Madrid.

### Primer volum

#### La portada
Los Veinte y un Libros de los Yngenios, y maquinas de Iuanelo, los quales le mando escribir y Demostrar el Chatolico Rei D. Felipe Segundo Rey de las Hespañas y nuebo Mundo. Dedicadas al Serenissimo Señor Don Iuan de Austria hijo de el Catholico Rei D. Felipe quarto  Rei de las Hespañas.
- Segona pàgina amb dedicatòria: Los zinco libros primeros de los Yngenios de Iuanelo. Ingeniero Mayor de la Magestad de el Rei d. Felipe Segundo Rey de las Españas y Nuebo Mundo. Consagralos al Mesmo Senor Rei d. Phelipe Segundo su Señor por mano de Iuan Gomez de Mora su Valido
  - NOTA: Iuan Gomez de Mora no fou arquitecte de Felip II. Es tracta d'un error important de la portada; portada afegida en data indeterminada.[18]

#### Index
- Primer llibre: Qualitats de les aigües.
- Segon llibre: Maneres de trobar aigua.
- Tercer llibre: Còm saber si l'aigua és bona o no.
- Quart llibre: Nivells i instruments de nivell.
- Cinquè llibre: Diverses maneres de betums .

### Segon volum
- Llibre 6. Conducció d'aigües. Aqüeductes .
- Llibre 7. Conductes d'aigua superposats.
- Llibre 8. Fonts.
- Llibre 9. “Açutes”. Diverses formes d'assuts .
- Llibre 10. Cisternes i aljubs .

### Tercer volum
- Llibre 11. Molins.
- Llibre 12. Porgar[19] la farina.
- Llibre 13. Molins drapers, d'oli i altres

### Quart volum
- Llibre 14. Barques i ponts
- Llibre 15. Ponts de fusta.
- Llibre 16. Fustes i pedres.
- Llibre 17. Pedres i pedreres.
- Llibre 18. Pilars de pedra per a ponts.

### Cinquè volum
- Llibre 19. Edificacions al mar.
- Llibre 20. Obres defensives als ports de mar.
- Llibre 21. Divisions de les aigües i terres. Illes.

### Reconstrucció arqueològica
Hi ha un treball de reconstrucció arqueològica dels cinc volums de Madrid molt interessant, signat per María Isabel Ostolaza Elizondo i realitzat a petició de la Fundación Juanelo Turriano.
Les conclusions més importants indiquen la participació en el procés de copia de diversos copistes, el muntatge de treballs diferents canviant la paginació, l'afegidura de portades en època posterior i, finalment, una darrera enquadernació i tapes a càrrec d'un professional anomenat Menard (que va segellar la seva obra).

## Possibles autors

### Introducció
Des de la seva recepció a la Biblioteca Real de Madrid, (en data desconeguda que pot considerar-se propera a l'any 1590), fins a l'any 1777 el manuscrit del Pseudo-Juanelo es considerava una obra anònima. Les persones relacionades amb obres semblants que podien haver escrit un treball d'aquella mena són les següents:
- Jeroni Girava (mort el 1556)
- Juanelo Turriano (mort el 1585)
- Juan de Herrera  (mort el 1597)
- Pedro Juan de Lastanosa (mort el 1576)
- Tiburzio Spannocchi (mort el 1609). Va visitar Sevilla. L'autor del manuscrit declara no haver visitat Sevilla.
- Giovanni Francesco Sittoni, cridat a Espanya l'any 1566.[21]
  - NOTA: Benet Bails destacava en el seu informe que la dedicatòria del manuscrit a Joan Josep d'Àustria, nascut l'any 1629, no podia ser de Juanelo Turriano.

### Lectura i anàlisi deBenet Bails
L'any 1777, el bibliotecari major de la Biblioteca Real de Madrid - Juan de Santander- va considerar la publicació del manuscrit. A instàncies seves, el matemàtic barceloní Benet Bails va procedir a una lectura minuciosa, redactant un informe que encara es conserva. Es pot llegir de forma resumida en el llibre de la referència adjunta.
- Segons Benet Bails, l'obra no podia ser d'un autor castellà. Bails remarcava que Madrid només s'esmentava un cop i Castella la Vella igual. En canvi les al·lusions a Aragó i Catalunya eren freqüents. Així com les paraules catalanes.
- L'informe de Bails ens fa saber que el manuscrit constava de 5 volums.

### Autoria atribuïda a Pedro Juan de Lastanosa

#### Biografia oficial de Lastanosa
- Nascut en 1527 prop de Monzón.
- Va estudiar a les universitats d'Osca, Alcalá, Salamanca, París i Lovaina, sent doctor en teologia i bones lletres.[23][24][25]
- En 1553, a Brussel·les, va ordenar  Los dos libros de Geometria práctica  d'Oroncio Fineo, traduïts al castellà per Jeroni Girava.
  - Hi ha moltes versions que diuen que Lastanosa fou el traductor i que Girava només va ordenar els dos llibres. Altres versions indiquen que Girava fou autor del pròleg i de la traducció del primer llibre, mentre que Lastanosa va traduir el segon llibre i va ordenar el conjunt.
- Posteriorment es trasllada a Itàlia al servei del virrei de Nàpols (1559).
- El 1563, ja de tornada a Espanya, entra al servei de Felipe II, treballant en les obres del Alcázar de Madrid, amb Joan Baptista de Toledo, que tenia en aquells dies com ajudants a Joan de València i a Juan de Herrera.
- En 1565 se li encarrega de visitar les obres del Canal Imperial d'Aragó, com a expert en obres hidràuliques.
- A partir de l'any següent, 1566, comença la participació de Lastanosa en la Descripción y Corografía de España, juntament amb el matemàtic Pedro Esquivel, treball que van realitzar per triangulació i per al qual van dissenyar diversos instruments.

#### Hipòtesi de Lastanosa autor del Pseudo-Juanelo
El principal defensor d'aquesta teoria és Nicolás García-Tapia, que ha publicat diversos articles i llibres sobre el tema. Un erudit contrari a la conclusió anterior fou l'enginyer de camins José Antonio García-Diego.
García-Tapia es basa en una interpretació particular del manuscrit de la traducció dels Dos libros de Geometria de Oroncio Fineo (i altres documents) per a afirmar els punts següents:
- Pedro Juan de Lastanosa fou deixeble de Oroncio Fineo i de Jeroni Girava. Aquest el va adoptar i viatjaren junts.
- Jeroni Girava era aragonès igual que Lastanosa. (Fals. Vegeu més avall)
- Jeroni Girava va morir a Milan. (Fals. Vegeu més avall)
- Lastanosa es va inspirar i potser va ajudar en la redacció de l'obra desapareguda de Girava sobre molins.

#### Arguments contraris
La clau de la controvèrsia està en el manuscrit dels Dos libros de geometria. L'únic document que relaciona Lastanosa amb Girava.
- El cert és que cada vegada que en el manuscrit Girava escriu “tarragonés” hi ha un gargot i la “substitució” del terme original per “aragonés”.[27]
- A la pàgina final hi ha una afegidura, en lletra diferent, que diu :

```
“Traducida por Pedro Johan de Lastanosa en Brusselas año 15*53 estando en compañia de Girava. 15 februarii 1553.”
```

- No hi ha cap altre document que relacioni Lastanosa amb Girava.
- Lastanosa tenia relació amb Benito Arias Montano.[28] No hi ha cap document que relacioni Girava amb Arias Montano.
- Jeroni Girava era català[29][30][31] i va morir a Herculano,[12] no pas a Milà com afirma el senyor García-Tapia.

#### Conclusions
Pedro Juan de Lastanosa, tot i que probablement tenia els coneixements necessaris, i que com a aragonès coneixia la terminologia aragonesa del Pseudo-Juanelo, difícilment pot ser l'autor indiscutible del manuscrit (o d'una part). José Antonio García-Diego argumentava la seva opinió en contra, comparant l'estil literari del Pseudo-Juanelo i el d'una carta de Lastanosa. Arribant a la conclusió que eren estils molt diferents.
- L'argument capital en contra de l'autoria és que Pedro Juan de Lastanosa, que no va dubtar en adjudicar-se una obra aliena, no va signar el manuscrit del Pseudo-Juanelo.

## Les torres de defensa dels Alfacs
El cinquè volum del manuscrit anomenat Pseudo-Juanelo consta de tres llibres: 19, 20 i 21. En el llibre 19 (Libro de edifficios de mar y como se an de hazer y acomodar en diversas maneras) s'esmenta el projecte d'una torre de fortificació enmig del mar als Alfacs en dues ocasions (pàgines 66 i 91 del document digitalitzat). Les referències podrien ser posteriors a la caiguda de l'anomenada Torre de Sant Pere, esdevinguda en 1577. Si així fos, havent mort Lastanosa l'any 1576, no podria haver escrit el 5è volum del Pseudo-Juanelo. Ni tampoc ho podia haver fet Girava.